# Montpeyroux, Hérault
Montpeyroux este o comună în departamentul Hérault din sudul Franței. În 2009 avea o populație de 1.210 de locuitori.

## Evoluția populației
| An        | 1975 | 1982 | 1990 | 1999  | 2006  | 2009  |
| --------- | ---- | ---- | ---- | ----- | ----- | ----- |
| Populație | 779  | 806  | 947  | 1.084 | 1.170 | 1.210 |